# 1736 Floirac
1736 Floirac eller 1967 RA är en asteroid i huvudbältet som upptäcktes den 6 september 1967 av den franske astronomen Guy Soulié vid Bordeauxobservatoriet. Den har fått sitt namn efter Floirac i Frankrike.
Asteroiden har en diameter på ungefär 8 kilometer och den tillhör asteroidgruppen Flora.